# هامور ماسه‌ای خال‌دار
هامور ماسه‌ای خال‌دار (نام علمی: Paralabrax maculatofasciatus) نام یک گونه از سرده هامورهای صخره است.